# Andreas Reinke (Ruderer)
Andreas Reinke (* 3. Dezember 1962 in Braunschweig) ist ein ehemaliger deutscher Ruderer.

## Biografie
Andreas Reinke, startete bis 1984 für den Ruderklub Normannia Braunschweig und ab 1985 für den Ruderklub am Wannsee. Er gewann bei den Junioren-Weltmeisterschaften 1979 und 1980 jeweils Silber im Einer. Des Weiteren nahm Reinke bei den Olympischen Sommerspielen 1988 in Seoul in der Regatta mit dem Doppelvierer teil. Zusammen mit Christoph Galandi, Oliver Grüner und Georg Agrikola belegte er den sechsten Platz.